# Nasir al-Din al-Tusi
Muhammad ibn Muhammad ibn al-Hasan al-Tusi (tiếng Ba Tư: محمد بن محمد بن حسن طوسی Ngày  tháng 2 1201   - 26 tháng 6 năm 1274), thường được biết đến với cái tên Nasir al-Din Tusi tiếng Ba Tư: نصیر الدین طوسی; hoặc đơn giản là Tusi /ˈtuːsi/  ở phương Tây), là một nhà bác học, kiến trúc sư, nhà triết học, bác sĩ, nhà khoa học và thần học người Ba Tư. Ông thường được coi là người sáng tạo ra lượng giác như một môn học toán học theo đúng nghĩa của nó. Ông là một người Hồi giáo Twelver. Học giả Hồi giáo Ibn Khaldun (1332 cường1406) coi Tusi là người vĩ đại nhất trong số các học giả Ba Tư sau này.

## Tiểu sử
Nasir al-Din Tusi sinh ra ở thành phố Tus vào thời trung cổ Đại Khorasan (đông bắc Iran) vào năm 1201 và bắt đầu nghiên cứu từ khi còn nhỏ. Tại Hamadan và Tus, ông đã nghiên cứu Kinh Qur'an, hadith, luật học Ja'fari, logic, triết học, toán học, y học và thiên văn học.
Ông được sinh ra trong một gia đình Shī'ah và mất cha từ nhỏ. Thực hiện mong ước của cha mình, chàng trai trẻ Muhammad đã học tập và học bổng rất nghiêm túc và đi xa để tham dự các bài giảng của các học giả nổi tiếng và có được kiến thức, một bài tập rất được khuyến khích trong đức tin Hồi giáo của ông. Khi còn trẻ, ông chuyển đến Nishapur để học triết học với thầy Farid al-Din Damad và toán học với thầy Muhammad Hasib. Ông cũng gặp Attar of Nishapur, bậc thầy Sufi huyền thoại, người sau đó bị người Mông Cổ giết chết, và ông tham dự các tiết giảng bài của Qutb al-Din al-Misri.
Ở Mosul, ông học toán và thiên văn học với Kamal al-Din Yunus (d. AH 639 / AD 1242), học trò của Sharaf al-Dīn al-Ṭūsī. Sau đó, ông trao đổi thư từ với Sadr al-Din al-Qunawi, con rể của Ibn Arabi, và dường như chủ nghĩa thần bí, được truyền bá bởi các bậc thầy Sufi thời đó, đã không còn hấp dẫn trong tâm trí ông và một khi đó là dịp thích hợp, ông đã soạn ra cuốn cẩm nang triết học Sufi giáo của riêng mình dưới dạng một cuốn sách nhỏ mang tên Awsaf al-Ashraf "Các thuộc tính của Người chăm chỉ".
Khi quân đội của Thành Cát Tư Hãn càn quét quê hương ông, ông được nhà nước Nizari Ismaili thuê và có các đóng góp quan trọng nhất trong khoa học trong thời gian này khi ông chuyển từ thành trì này sang thành trì khác. Ông đã bị lực lượng Mông Cổ bắt giữ sau cuộc tấn công lâu đài Alamut.